# 松田重次郎
松田 重次郎（まつだ じゅうじろう、1875年8月6日 - 1952年3月9日）は、日本のエンジニア、実業家。マツダの事実上の創業者として、貨物自動車（トラック）の生産に従事した。現広島東洋カープオーナー・松田元および、元広島エフエム放送社長・松田弘の曽祖父にあたる。

## 来歴・人物

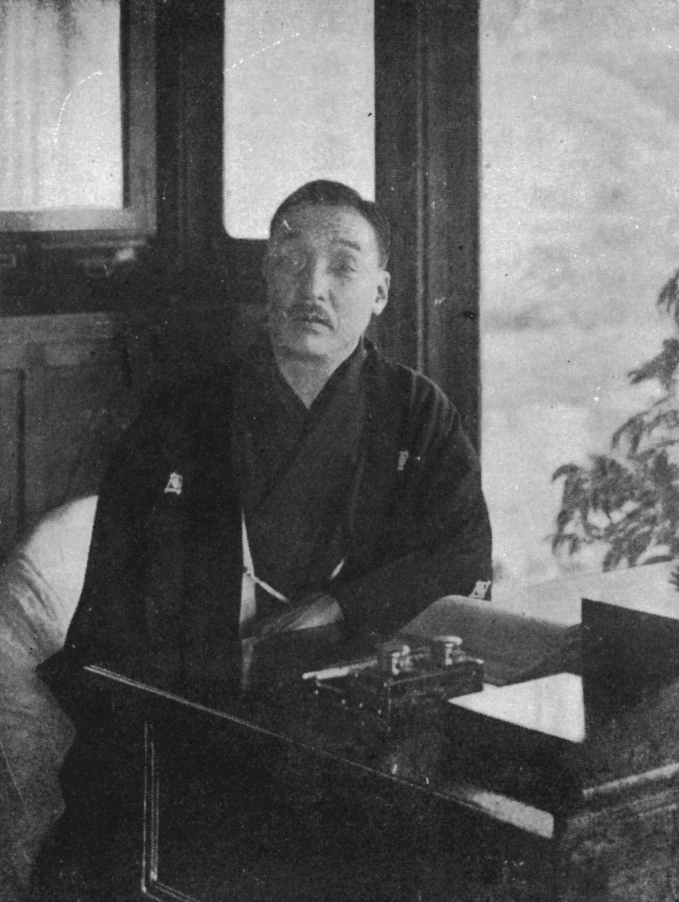
東洋コルク工業社長に就任した頃の松田重次郎

1875年8月6日、12人兄弟の末っ子として広島県安芸郡仁保島村向洋〈むかいなだ〉（現・広島市南区向洋）に生まれた。
学校教育を受けることができなかったが、13歳で大阪に出て、鍛冶屋での修行で機械の製作技術を習得した。その後、呉や佐世保の海軍工廠などで造船技術者として勤務した。1906年に発明された「松田式ポンプ」を製作・販売する松田製作所（後の大阪機工、現・ニデックオーケーケー）を開設した。その後も大阪で鉄工所の経営にあたった。長男の松田恒次が誕生したのは大阪時代である。
経営方針の違いからポンプ会社を去り、1921年、松田は故郷の広島に帰り、前年の1920年に創業されていた東洋コルク工業株式会社の社長に就任した。以後、同社の社長を30年にわたり務めた。1927年には社名を東洋工業株式会社に変更した。
1931年、安芸郡府中村（現・府中町）の工場で三輪トラック（オート三輪）の生産を開始した。松田はこの三輪トラックに自らの姓とゾロアスター教の神であるアフラ・マズダーの名前から取ったMAZDA号と命名し、このブランド名が市場で定着した。(当時は現在のように自動車ディーラーはなく、このマツダ号は三菱商事が販売をしていた。)また、軍部から九九式短小銃の生産を請け負い、松田は東洋工業の規模拡大に成功した。
70歳の誕生日だった1945年8月6日、広島市への原子爆弾投下により甚大な被害が発生したが、松田は当時爆心地から離れており生き残った。（一方で、市内中心部の上流川町にあった彼の邸宅を官舎として借り上げていた中国地方総監だった大塚惟精は被爆死した）東洋工業は多くの社員を失ったものの、都心部の爆心地から5.3km離れた府中にあった同社工場は大きな損害を免れた。松田は府中工場の敷地内に用地を提供し、広島県庁舎は全機関がこの敷地内で業務遂行を再開できた（1946年7月まで）。またNHK広島放送局も同社の敷地内で放送を再開した。
停戦で東洋工業は軍需品の生産を停止、原子爆弾の惨禍からの復興を目指す広島市の経済の牽引車となった。松田は公職追放を免れ、引き続き東洋工業の社長として民生用トラックなどの生産を続けた。また1950年、プロ野球球団・広島カープが設立される際には、広島県・広島市・他の広島県内の企業と共に東洋工業からも出資が行われた。
1951年12月、重次郎は長男の恒次に社長職を継承し、自らは会長になった。翌年の1952年3月9日、広島市内の自宅にて76歳で死去した。

## 重次郎の死後
恒次は父が築いた東洋工業の発展に尽力し、東洋工業は乗用車部門に進出して、そこでも大きくシェアを伸ばした。1966年、重次郎の育った仁保島の南側が大規模に干拓され、東洋工業の乗用車専門工場が完成した。以降、東洋工業はトラック・乗用車双方を生産する世界有数の総合自動車メーカーの地位を固めた。特にロータリーエンジンの開発に世界で初めて成功した事は、重次郎社長時代以来培った技術水準の高さの証明であった。
1970年に恒次が急死するとその息子、すなわち重次郎の孫にあたる松田耕平が社長に就任した。耕平は1973年に発生した石油危機へ強気の経営姿勢で臨んだが、燃費の悪さからロータリーエンジン車が敬遠されたために会社は大量の在庫を抱え、経営難に陥った。東洋工業は1977年に住友銀行（現・三井住友銀行）からの支援と役員派遣を受け入れ、経営責任を取った耕平は社長を辞任して会長となった。さらに1979年にはアメリカ合衆国の大手自動車メーカーであるフォード・モーターからの資本参加を受け、翌1980年に耕平は会長を辞任して取締役相談役となった。耕平は1994年に取締役からも退き、取締役から松田家の名前が消えた。
しかし、耕平が去った後も技術者の多くは東洋工業に残り、会社の伝統は引き継がれた。重次郎が命名した従来のMAZDAブランドも存続し、1975年にはロゴマークが「m」から現在の「Mazda」となった。1984年には会社名そのものが東洋工業株式会社からマツダ株式会社へと変更された。また、1998年に耕平はマツダの名誉相談役となっている。松田家の人物がマツダの取締役からいなくなり、大株主名簿からも姿を消した現在でも、マツダは重次郎を事実上の創業者として扱い、敬意を表している。
ただし、松田家は現在でも広島県内のマツダディーラー（広島マツダ、アンフィニ広島）の経営に関与しており、マツダとは一定の関係を保っている。

## 補記
現在、広島市南区の比治山公園には圓鍔勝三が製作した松田のブロンズ像が展示されている。碑の銘文には、同じ広島出身の池田勇人元内閣総理大臣が生前に記した物を利用している。

## 関連番組
- 「シリーズ被爆70年 ヒロシマ 復興を支えた市民たち 第2回『走れ、三輪トラック』（2015年 NHK総合 ドキュメンタリードラマ 松田重次郎役：伊武雅刀　恒次役：高橋和也 　脚本・監督：坂田能成）